# Gaius Caelius Secundus

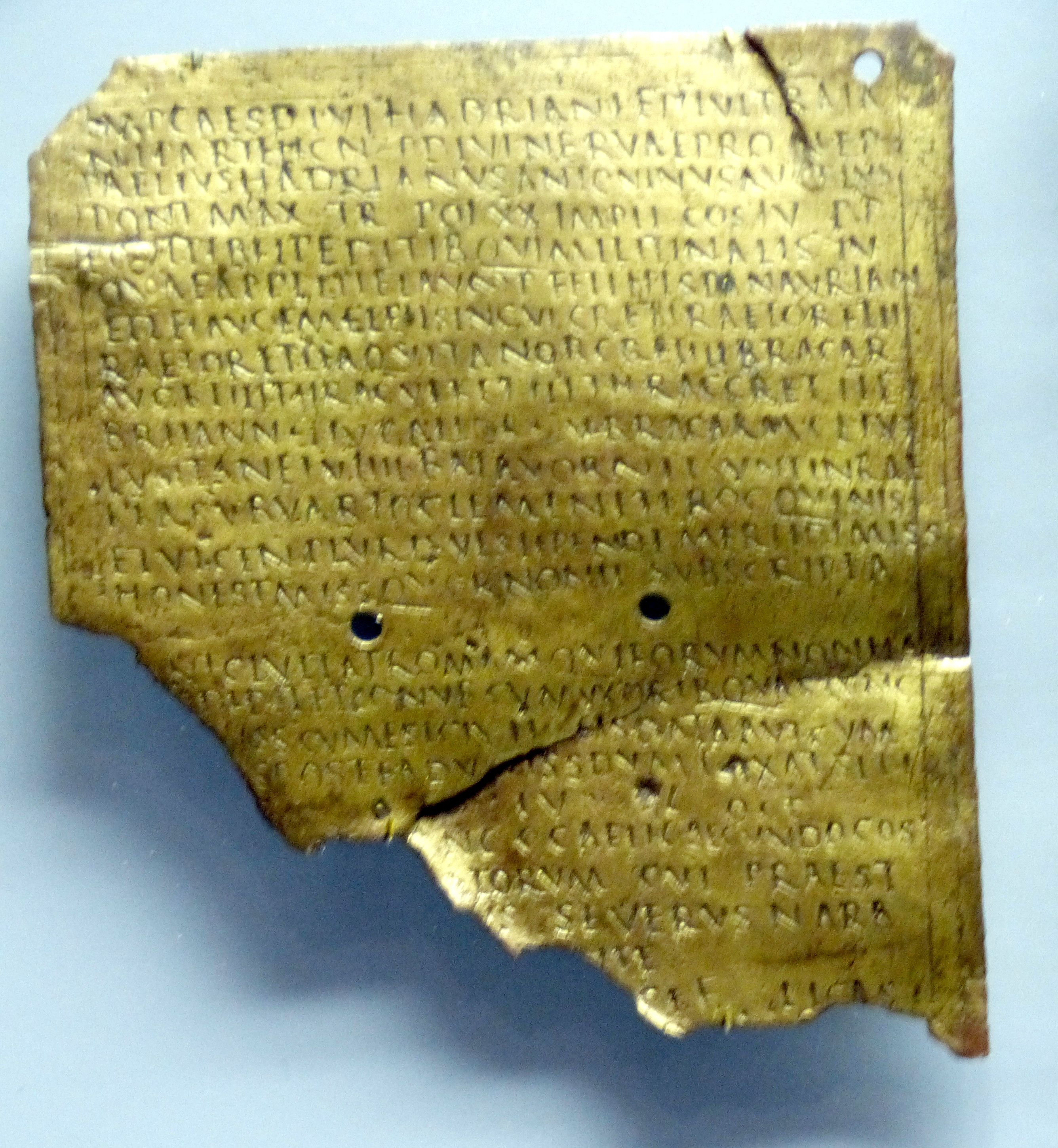
Ein Militärdiplom von 157 n. Chr.

Gaius Caelius Secundus war ein im 2. Jahrhundert n. Chr. lebender römischer Politiker.
Durch Militärdiplome, die z. T. auf den 28. September 157 datiert sind, ist belegt, dass Secundus 157 zusammen mit Gaius Iulius Commodus Orfitianus Suffektkonsul war; die beiden Konsuln traten ihr Amt vermutlich am 1. Juli des Jahres an.